# High Rock Lake
High Rock Lake ist der nördlichst gelegene See der Stauseekette der Uwharrie Lakes und der zweitgrößte See des Bundesstaates North Carolina nach dem Lake Norman.
Das Wasser bedeckt eine Fläche von 61,43 Quadratkilometern, das Ufer erstreckt sich auf eine Länge von 587,39 Kilometern. Der See beginnt mit dem Zusammenfluss der beiden Flüsse Yadkin River und South Yadkin River. Der Name ist an den nahe gelegenen „High Rock Mountain“ angelehnt, der höchste Berg in den Uwharrie Mountains. Er dient als Grenze zwischen den beiden Countys Davidson und Rowan sowie der Stromerzeugung durch Wasserkraft. Der See wird von dem Energieversorger Alcoa verwaltet und genutzt.
Der See wird im Norden von zwei Brücken überspannt, die Interstate 85/U.S. Highway 52-Brücke und die ältere Brücke mit der die U.S. Highway 29/U.S. Highway 70 und die North Carolina State Route 150 den See überqueren. Weitere Brücken im Norden führen die Zubringer zur State Route über den Zufluss Abbotts Creek. Eisenbahntrassen kreuzen den südöstlichen Teil des High Rock Lake und den Flat Swamp Creek. Am Ufer des Sees sind etliche Städte und Gemeinden angesiedelt, darunter Lexington, Salisbury, Southmont, Linwood, High Rock und Spencer.

## Sportfischen
High Rock Lake wurde lange Zeit als einer der besten Angelseen North Carolinas betrachtet. Am See wurden und werden verschiedene Turniere im Angeln ausgetragen, darunter die Bassmasters Classic in den Jahren 1994, 1995, 1997 and 2007. Im See leben Welsarten und einige verschiedene Sonnenbarscharten. Streifenbarsche, dessen Hybriden und Wolfsbarsch kommen ebenfalls im See vor. Der See ist bekannt für seine Menge und Qualität der Forellenbarsche, die Angler aus den gesamten Vereinigten Staaten anlocken. Dies wird vor allem durch das eher flache Bett des Sees und dem geeigneten Lebensraum für Barsche verursacht.

## Erholungsgebiet
Der größte Teil des Seeufers ist mit Wohngebieten aller Einkommensstufen besiedelt. Alle Eigenheime, die über etwa 60 Meter Uferlinie und bei vollem Wasserstand im See über 2,5 Meter tiefes Wasser verfügen, haben das Recht einen privaten Pier zu erbauen. Bootshäuser und -rampen sind allerdings nicht mehr erlaubt, lediglich die vorhandenen Strukturen genießen Bestandsschutz. Darüber hinaus gibt es öffentliche Bootsrampen, die zur kostenlosen Benutzung des Sees zur Verfügung stehen. Manche privaten Rampen dürfen gegen eine geringe Gebühr ebenfalls von der Öffentlichkeit genutzt werden. Aufgrund der wechselnden Wasserhöhen im See sind alle Piers schwimmend angelegt, damit diese auch bei Niedrigwasser verwendet werden können. Auf dem See gibt es keine Beschränkungen hinsichtlich der Größe oder der Motorisierung der Wasserfahrzeuge, Jetskis sind beispielsweise erlaubt. Nachdem der See zuvorderst in einer Kette von Stauseen liegt, ist das Wasser des Sees häufig dunkel und schmutzig, so dass Schwimmen im High Rock Lake nicht so populär ist, wie in anderen Seen. Rund um den See stehen Campingplätze zur Verfügung.

## Die Dürre von 2002
Niedrigwasserrekorde in den Zuflüssen wurden von ungewöhnlich trockenem Wetter während der Dürre in den Südstaaten im Jahre 2002 verursacht und daraus resultierten extrem niedrige Wasserstände im High Rock Lake. Diese Trockenperioden begannen 1998 und wiederholten sich bis 2002, das letzte Jahr dieser Dürreperiode war das schlimmste für den See. Mit Pegelständen weit unter der vollen Auslastung des Sees begannen die Fische wegen Überbevölkerung und Sauerstoffmangel im Wasser zu sterben. Der Tourismus ging massiv zurück und die Bevölkerung entlang des Sees begann sich zu beschweren. Als der Pegel schließlich auf knapp zwei Meter oberhalb der Pegelstände der Zuflüsse gefallen war und damit über 7 Meter unterhalb der normalen Seefüllung lag, schlossen die Bundes- und Staatsbehörden den High Rock Damm. Damit zwangen sie die nachfolgenden Reservoire wie den Badin Lake und Lake Tillery (die beide normal gefüllt waren) die Aufgabe zu übernehmen, den unteren Flusslauf des Yadkin/Pee Dee River mit Wasser zu versorgen. Dies erlaubte dem High Rock Lake sich auf einen Pegelstand von 5 Meter unter Normalstand zu erholen, bevor der Pegel weiterhin fiel. Im Herbst 2002 neigte sich die Dürreperiode ihrem Ende und nach einem der feuchtesten Monate, die das Yadkin-Tal je erlebt hatte, waren die Wasserstände bis zum Herbst 2003 in der Region wieder auf einem normalen Niveau.

## Die Dürre von 2007/2008
Bis zum März 2008 erlebte North Carolina Trockenperioden, die zwischen „Bedenklich“ und „Ausnahmezustand“ eingestuft wurden, mit durchschnittlichen Regenfällen, die unter den jährlichen Durchschnitt für den gesamten Staat und der gesamten Yadkin-Peedee-Einzugsgebiet lagen. Aus diesem Grund hält Alcoa die Wasserstände im See höher als üblicherweise zu der Jahreszeit und beugt damit weiteren Tiefstständen vor.
Während der Dürre im Jahre 2003 durften weder Fischer- noch andere Boote den See befahren. Die Zahl der verendeten Fische entsprach nach Schätzungen etwa der Zahl, die normalerweise geangelt worden wäre. Die Population scheint die Dürre 2007 ohne weitere Einschränkungen überstanden zu haben. Die durchgeführten Angelturniere wurden durch keine weiteren Auflagen behindert.

## Wasserkraftwerk
High Rock Lake ist einer der vier Dämme, der Yadkin-Project-Staudämme der Strom aus Wasserkraft für die umliegenden Gemeinden gewinnt. Das gesamte Projekt produziert bei voller Auslastung etwa 215 MW Strom.